# Аургазинський район
Аургази́нський район (рос. Аургазинский район; башк. Аурғазы районы) — муніципальне утворення у складі Республіки Башкортостан, Росія.
Адміністративний центр — село Толбази, знаходиться за 80 км на південь від Уфи і 30 км на захід від залізничної станції Біле Озеро.
Утворений 20 серпня 1930 року.

## Географія
Муніципальний район розташований в центральній частині Башкирії. Межує з Кармаскалинським на півночі, Гафурійським на сході, Стерлітамацьким на півдні, Альшеєвським і Давлекановським районами на заході.
Територія району знаходиться в південній частині Прибільської увалисто-хвилястої рівнини, сильно розвинений карст. Район розташований в межах зануреної зони південно-східного схилу Східно-Європейської платформи.
На території району є родовища гіпсу і вапняку (Нижньо-Лекандінське), піску (Баликликульське), піску будівельного (Сахановське), цегляної сировини (Дар'їнське, Сахановське, Толбазинське), нафтові родовища (Бузов'язовське, Толбазинське, Уршацьке й інші).
Клімат континентальний, помірно зволожений. Середня річна температура повітря 2,5 °C, січень −16 °C, липень +19 °C. Абсолютна максимальна температура +40 °C, абсолютна мінімальна −48 °C. Середньорічна кількість опадів 500 мм, в теплий період 350 мм.
Мережу гідрографії утворюють річка Уршак з притоками Аургази, Білий Ключ, Узень; річка Куз'єлга й інші. Поширені карбонатні ґрунти, сірі лісові ґрунти і типові чорноземи.
Дубові, дубовий-березові, липові і осикові ліси займають близько 18 % площі району, розташовані на височинах у вигляді острівців. Лісистість — 27,3 %. Тваринний світ представлений степовими і лісовими видами. Курманаєвська, Бішкаїнська печери, яр Ушкатли та Абсалямовські берези є пам'ятками природи.
Площа території муніципального району — 2014 км². Площа (тис. га) сільськогосподарських угідь — 153,8 (76,4 %) від загальної площі), зокрема рілля — 95,6; сінокосів — 14,1; пасовищ — 43,1; площа лісів — 36,4; поверхневих вод — 1,2.

## Населення
Населення району становить 32366 осіб (2019, 36970 у 2010, 38996 у 2002).
Національний склад: татари — 48,2 %, чуваші — 42,2 %, росіяни — 4,9 %.

## Адміністративно-територіальний поділ
На території району 21 сільське поселення, які називаються сільськими радами:
| Поселення                         | Площа, км² | Населення, осіб (2002) | Населення, осіб (2010) | Населення, осіб (2019) | Центр              | Населені пункти |
| --------------------------------- | ---------- | ---------------------- | ---------------------- | ---------------------- | ------------------ | --------------- |
| Баликликульська сільська рада     | 148,44     | 1279                   | 1312                   | 1055                   | Баликликуль        | 5               |
| Батирівська сільська рада         | 96,08      | 2328                   | 2237                   | 1915                   | Куєзбашево         | 10              |
| Бішкаїнська сільська рада         | 38,35      | 1307                   | 1196                   | 1073                   | Бішкаїн            | 5               |
| Ібраєвська сільська рада          | 92,90      | 1451                   | 1394                   | 1089                   | Мале Ібраєво       | 7               |
| Ісмагіловська сільська рада       | 103,04     | 1165                   | 1174                   | 1016                   | Ісмагілово         | 6               |
| Ішлинська сільська рада           | 97,55      | 1806                   | 1452                   | 1300                   | Ішли               | 6               |
| Кебячевська сільська рада         | 72,89      | 838                    | 749                    | 636                    | Кебячево           | 7               |
| Меселинська сільська рада         | 88,47      | 1556                   | 1411                   | 1154                   | Меселі             | 9               |
| Михайловська сільська рада        | 89,78      | 1200                   | 1098                   | 892                    | Михайловка         | 3               |
| Нагадацька сільська рада          | 89,27      | 1768                   | 1661                   | 1340                   | Татарський Нагадак | 9               |
| Новокальчирівська сільська рада   | 121,03     | 1771                   | 1696                   | 1224                   | Новий Кальчир      | 6               |
| Семенкинська сільська рада        | 190,37     | 2836                   | 2742                   | 2267                   | Семенкино          | 12              |
| Степановська сільська рада        | 98,38      | 1062                   | 922                    | 781                    | Степановка         | 6               |
| Султанмуратовська сільська рада   | 76,18      | 918                    | 897                    | 743                    | Султанмуратово     | 4               |
| Таштамацька сільська рада         | 64,37      | 1043                   | 986                    | 868                    | Таштамак           | 4               |
| Толбазинська сільська рада        | 126,99     | 10864                  | 10705                  | 10534                  | Толбази            | 6               |
| Тряпинська сільська рада          | 70,69      | 1114                   | 1020                   | 795                    | Тряпино            | 7               |
| Тукаєвська сільська рада          | 108,79     | 1506                   | 1462                   | 1257                   | Тукаєво            | 9               |
| Турумбетівська сільська рада      | 102,29     | 953                    | 888                    | 760                    | Турумбет           | 4               |
| Уршацька сільська рада            | 132,75     | 1173                   | 985                    | 812                    | Староабсалямово    | 7               |
| Чуваш-Карамалинська сільська рада | 45,42      | 1058                   | 983                    | 855                    | Чуваш-Карамали     | 5               |

## Найбільші населені пункти
| №  | Населений пункт | Населення, осіб (2002) | Населення, осіб (2010) |
| -- | --------------- | ---------------------- | ---------------------- |
| 1  | Толбази         | 10 164                 | 10 114                 |
| 2  | Бішкаїн         | 1 201                  | 1 150                  |
| 3  | Ісмагілово      | 828                    | 918                    |
| 4  | Ішли            | 1 108                  | 884                    |
| 5  | Чуваш-Карамали  | 897                    | 854                    |
| 6  | Новофедоровка   | 766                    | 799                    |
| 7  | Мурадим         | 862                    | 773                    |
| 8  | Султанмуратово  | 721                    | 706                    |
| 9  | Шланли          | 648                    | 702                    |
| 10 | Наумкино        | 600                    | 699                    |

## Економіка
Район входить в південну лісостепову зону. Сільгосппідприємства спеціалізуються на вирощуванні пшениці, гречки, цукрового буряка, розведенні КРГ молочно-м'ясного напряму, свиней. На території району знаходиться лісгосп. У районі діють НДДУ «Ішимбайнафта» і «Уфанафта», ТОВ «Агро» (агрохімічне обслуговування СГП), Толбазинський цегляний завод (виробництво вермікулітових блоків), ТОВ цегляний завод «Ажемак» (виробництво облицювальної цеглини), ТОВ «Аургазистройсервіс» (виробництво асфальто-бетонних сумішей, СМР), ВАТ «Толбазимолзавод», ТОВ «Інкомкорм», «Аургазигідростройсервіс» й інші. По території району проходить Куйбишевська залізниця (ділянка Дьома—Тюльган), в межах району знаходяться залізничні станції Дар'їно і Нагадак; автомобільні дороги Уфа-Оренбург, Давлеканово—Толбази—Красноусольський.

## Соціальна сфера
У районі є ПТУ, 57 загальноосвітніх шкіл, з них 33 середніх, 9 основних, 14 початкових, зокрема Толбазинський ліцей, Толбазинська башкирська гімназія; Аургазинський дитячий будинок; 39 дошкільних установ; музична школа; ДЮСШ; центральна районна і 3 сільських дільничних лікарні; 3 сільських лікарських амбулаторії; 42 ФАПи; 54 клубних установи; 37 бібліотек. У селі Толбази є історико-краєзнавчий музей. Видається газета «Шлях Батьківщини» російською, татарською, чуваською мовами.